# Андигена білощока
Андигена білощока (Andigena nigrirostris) — вид дятлоподібних птахів родини туканових (Ramphastidae).

## Поширення
Вид поширений на північному заході Південної Америки. Трапляється на заході Колумбії, північному заході Венесуели, в Еквадорі та на півночі Перу. Мешкає у гірських вологих лісах на висоті 1600-3200 метрів над рівнем моря.

## Опис
Птах середнього розміру, завдовжки до 51 см, а дзьоб сягає 10-11 см. Оперення чорне у верхній частині, горло і нагрудник білі, груди світло-блакитні, нижня основа хвоста червона, верхня жовта і кінчик хвоста коричневий. Дзьоб від темно-коричневого до чорнуватого кольору, а шкіра навколо очей жовта, зелена або синювата.

## Спосіб життя
Харчується плодами і насінням. Також споживає комах, інших безхребетних і деяких дрібних хребетних. Гніздиться в порожнині дерева.